# 卢特西亚
卢特西亚是巴西圣保罗州的一个市镇。总面积474.627平方公里，总人口2788人，人口密度5.9人/平方公里。